# L'Anglais
Pour langue de l'anglais, voir Anglais.
Pour plus de détails, voir Fiche technique et Distribution.
L'Anglais ou Le limier au Québec (The Limey) est un film américain réalisé par Steven Soderbergh et sorti en 1999.
Le film est présenté au Festival de Cannes 1999. Le film est bien accueilli par la critique en général mais n'est pas un succès commercial.

## Synopsis
Wilson, un homme à peine sorti de prison dans son pays natal l'Angleterre, se rend à Los Angeles afin d’enquêter sur la mort suspecte de Jenny, sa fille. Il se rend d'abord chez Eduardo Roel, un ami de Jenny, qui l'oriente vers le petit ami Terry Valentine et une entreprise à l'aspect malfamé. Il y rentre par effraction, et interroge un travailleur. Le ton monte vite, et Wilson finit par tuer plusieurs personnes.
Il rend ensuite visite à Elaine, la meilleure amie de Jenny. Il en apprend un peu plus sur Valentine, qui a fait fortune dans les années 1960 comme producteur de musique. Il se rend avec Eduardo chez Valentine qui donne une réception. Il récupère une photographie de sa fille, et finit par être repéré par un agent de sécurité qui vient à lui. À peine l'agent à sa portée, il le jette par le balcon, et s'enfuit avec Eduardo. Jim Avery, le responsable de la sécurité de Valentine, comprend que c'est le père de Jenny. Connaissant son passé, il engage Stacy, un tueur à gages, pour éliminer Wilson. Un agent de la DEA assiste au recrutement.
Lorsque Stacy tente d'assassiner Wilson, des agents de la DEA interviennent sans se présenter, et emmènent Wilson. Un responsable de la DEA souhaite savoir pourquoi Avery veut le faire tuer. Wilson explique alors qu'il est le père de la femme tuée alors qu'elle était en couple avec Valentine. Le responsable lui apprend que Valentine est soupçonné de blanchiment d'argent pour des trafiquants de drogue, puis donne officieusement à Wilson l'adresse d'une propriété de Valentine à Big Sur.
Valentine se rend en effet à cette propriété pensant se mettre à l'abri. Wilson prend un hôtel à proximité avec Eduardo et Elaine avec qui il a sympathisé. À la nuit tombée, Wilson se rend à la propriété. En même temps, Stacy arrive aussi à la propriété, espérant trouver à nouveau Wilson pour finir le contrat. À la suite d'une méprise, Stacy et l'équipe d'Avery s'entretuent. Wilson intervient juste après, et demande à Valentine d'expliquer la mort de sa fille. Il apprend alors que sa fille avait découvert les manigances de Valentine, et l'avait menacé de le dénoncer à la police pour le pousser à arrêter. Énervé, Valentine l'avait alors tuée, puis maquillé le meurtre en accident de voiture. Wilson se souvient alors que sa fille proférait de telles menaces lorsqu'elle ne supportait plus qu'il vole, mais sans jamais les mettre à exécution.
Finalement, Wilson rentre en Angleterre.

## Fiche technique
Sauf indication contraire, les informations mentionnées dans cette section peuvent être confirmées par la base de données cinématographiques IMDb,  présente dans la section « Liens externes ».
- Titre français : L'Anglais
- Titre québécois : Le limier
- Titre original : The Limey
- Réalisation : Steven Soderbergh
- Scénario : Lem Dobbs
- Musique : Cliff Martinez
- Photographie : Edward Lachman
- Montage : Sarah Flack
- Décors : Gary Frutkoff
- Costumes : Louise Frogley
- Production : John Hardy et Scott Kramer
- Société de production : Artisan Entertainment
- Distribution : Artisan Entertainment (Etats-Unis), BAC Films (France)
- Budget : entre 9 et 10 millions de dollars[1],[2]
- Pays de production :  États-Unis
- Format : couleurs - 1,85:1 - DTS / Dolby Digital / SDDS - 35 mm
- Genre : drame, policier
- Durée : 89 minutes
- Dates de sortie[3] : 
  - France : 15 mai 1999 (festival de Cannes)
  - France : 4 août 1999
  - États-Unis : 8 octobre 1999 (sortie limitée)

## Distribution
- Terence Stamp (VF : Pierre Vaneck) : Wilson
- Lesley Ann Warren (VF : Anne Canovas) : Elaine
- Luis Guzmán (VF : Henri Carballido) : Eduardo Roel
- Barry Newman (VF : Bernard Dhéran) : Jim Avery
- Joe Dallesandro (VF : Gabriel Le Doze) : Oncle John
- Nicky Katt (VF : Boris Rehlinger) : Stacy, le tueur à gages
- Peter Fonda (VF : Francois Marthouret) : Terry Valentine
- Amelia Heinle (VF : Odile Cohen) : Adhara
- Bill Duke (VF : Jean-Michel Martial) : le chef de la DEA (non crédité)
- Melissa George : Jennifer « Jenny » Wilson
- William Lucking : le contremaître de l'entrepôt
- Matthew Kimbrough : Tom Johannson
- John Robotham : Rick, un garde du corps de Valentine
- Steve Heinze : Larry, un garde du corps de Valentine
- Nancy Lenehan : la femme de l'avion

## Production

### Genèse et développement
Le scénario est signé Lem Dobbs, fils du peintre Ron Kitaj, déjà à l’œuvre sur le second long métrage de Steven Soderbergh, Kafka sorti en 1991.
Des images du film Pas de larmes pour Joy (1967) de Ken Loach sont utilisées lors du flashback de Wilson avec sa femme et son bébé. D'après le scénario, le prénom de Wilson est Dave (prénom que porte Terence Stamp dans Pas de larmes pour Joy, facilitant ainsi les inserts en flashbacks du premier film de Ken Loach).

### Attribution des rôles
Le personnage principal devait initialement être interprété par Michael Caine.

### Tournage
Le tournage a débuté le 1er octobre 1998 et s'est déroulé à Big Sur, Hawthorne Long Beach et Los Angeles (notamment Westchester, aéroport international), en Californie.

## Bande originale
La bande originale est composée par Cliff Martinez, déjà à l’œuvre sur tous les précédents films de Steven Soderbergh, à l'exception de Hors d'atteinte. Ils collaboreront à nouveau pour Traffic (2000), Solaris (2002) ou encore Contagion (2011).
L'album de la bande originale contient également des chansons connues. La première chanson du film est The Seeker, du groupe The Who. Durant les années 1960, l'un des deux managers du groupe était Chris Stamp, le frère de Terence Stamp.
Listes des titres de l'album
1. The Seeker, interprété par The Who
2. King Midas in Reverse, interprété par The Hollies, composé par Allan Clarke, Tony Hicks et Graham Nash
3. It Happens Each Day, interprété par The Byrds
4. Smokin, interprété par Boston
5. Moog Symphony, interprété par Danny Saber
6. Limey Shuffle, interprété par Danny Saber
7. Sitar Bathroom, interprété par Danny Saber
8. Limey Vibes, interprété par Danny Saber
9. Sitar Song, interprété par Danny Saber
10. Colours, interprété par Terence Stamp
11. What He Gonna Say?, interprété par Cliff Martinez
12. Ambush / Come With Us, interprété par Cliff Martinez
13. After the Hammock, interprété par Cliff Martinez
14. Stay There, interprété par Cliff Martinez
15. Tell Me About Jenny, interprété par Cliff Martinez

Autres chansons présentes dans le film :
- Spy, interprété par Danny Saber
- Move, interprété par Danny Saber
- Squib Cakes, interprété par Tower of Power
- Magic Carpet Ride, interprété par Steppenwolf
- Flosso Bosso, interprété par Harry Garfield
- China Grove, interprété par The Doobie Brothers

## Accueil

### Critiques
Le film reçoit des critiques globalement positives. Sur l'agrégateur américain Rotten Tomatoes, il récolte 91% d'opinions favorables pour 82 critiques et une note moyenne de 7,42⁄10. Sur Metacritic, il obtient une note moyenne de 73⁄100 pour 32 critiques.
Edward Guthmann du San Francisco Chronicle met en avant les qualités de la réalisation et du scénario et écrit notamment que le film est « la preuve que Soderbergh est l'un des grands stylistes de films contemporains » ou encore : « C'est l'un des meilleurs films américains de l'année et un magnifique antidote à tous ces films ennuyeux et similaires. » Janet Maslin apprécie quant à elle la prestation de Terence Stamp : « Stamp interprète le rôle-titre furieusement, avec une forte intensité. »
Emanuel Levy de Variety apprécie la mise en scène, les acteurs et le scénario tout en regrettant que le film « manque de personnages secondaires et de sous-intrigues ». Il ajoute que ce film confirme le renouveau artistique du réalisateur après son précédent film, Hors d'atteinte.
Roger Ebert du Chicago Sun-Times donne au film la note de 3⁄4. Il rapproche l'intrigue, assez basique selon lui, des œuvres de Ross Macdonald et des films à mystères des années 1950 et 1960.
En France, le film obtient également des critiques globalement positives. Il obtient une note moyenne de 3,8⁄5 sur le site AlloCiné, qui recense 16 titres de presse. Dans Le Monde, Samuel Blumenfeld écrit notamment : « Steven Soderbergh donne une dimension surréelle à son film grâce à une temporalité fragmentée, dissociant les personnages de l'espace dans lequel ils évoluent, ce qui les rend à la fois spectateurs et acteurs. » Pascal Mérigeau du Nouvel Observateur écrit : « Le film est drôle, brillant, incisif, malin, il est surtout intelligent. Qualité dont il semble que l'ont ait désormais bien peu à faire. » Pierre Vavasseur apprécie également le film, tout en regrettant « un montage parfois un peu tarabiscoté ».
Chronic'art publie une critique plus négative dans laquelle on peut notamment lire : « Avec ces expérimentations hasardeuses de cadrages, photo et bande-son, le réalisateur crée une multitude d'artifices – vaguement en rapport avec ce qu'il raconte - et rend son film vraiment lourd. »

### Box-office
Malgré des critiques positives, L'Anglais n'est pas un succès commercial. Il ne récolte que 6 millions de dollars dans le monde, pour un budget d'environ 10 millions de dollars.
| Pays ou région    | Box-office      | Date d'arrêt du box-office | Nombre de semaines |
| ----------------- | --------------- | -------------------------- | ------------------ |
| États-Unis Canada | 3 193 102 $     | 20 janvier 2000            | 15                 |
| France            | 206 652 entrées | -                          | -                  |
| Total mondial     | 6 030 047 $     | -                          | -                  |

## Distinctions
- Prix du meilleur acteur dans un film dramatique pour Terence Stamp, lors des Satellite Awards 2000[17].
- Nomination au prix du meilleur film, meilleur réalisateur, meilleur scénario, meilleur acteur pour Terence Stamp et meilleur second rôle masculin pour Luis Guzmán, lors des Independent Spirit Awards 2000.
- Nomination au prix du meilleur acteur pour Terence Stamp, lors des Las Vegas Film Critics Society Awards 2000.
- Nomination au prix du meilleur montage, lors des Online Film Critics Society Awards 2000.

## Clins d’œil
- Durant une scène, on peut voir Terry Valentine (Peter Fonda) regarder un programme télévisé d’Access Hollywood montrant l'acteur George Clooney. Ce dernier tenait le premier rôle d'Hors d'atteinte, précédent film du cinéaste qui marquera les débuts d'une longue collaboration : Ocean's Eleven (2001), Solaris (2002), Ocean's Twelve (2004), The Good German (2006), Ocean's Thirteen (2007), la société de production Section Eight, etc.
- Au fil du film, on peut voir le personnage de Ed (Luis Guzmán) porter de nombreux tee-shirts arborant des célébrités politiques, telles que Rouhollah Khomeini, Che Guevara ou Mao Zedong[5].
- Le titre original du film est The Limey, un mot d'argot américain pouvant être traduit par « angliche » ou « rosbif »[4]. Le personnage de Wilson utilise ainsi le rhyming slang.